# Polnische Badmintonmeisterschaft 1966
Die Polnische Badmintonmeisterschaft 1966 fand vom 25. bis zum 27. November 1966 in  Łódź statt. Es war die 3. Austragung der Titelkämpfe. 

## Medaillengewinner
| Disziplin    | Gold                                                     | Silber                                                  | Bronze |
| ------------ | -------------------------------------------------------- | ------------------------------------------------------- | --- |
| Herreneinzel | Wiesław Świątczak (Łódź)                                 | Ryszard Król (Łódź)                                     | Leszek Nowakowski (Warschau) Krzysztof Englander (Breslau)                                                   |
| Dameneinzel  | Teresa Masłowska (Warschau)                              | Barbara Rojewska (Olsztyn)                              | Irena Józefowicz (Łódź) Cudzik (Danzig)                                                                      |
| Herrendoppel | Andrzej Domagała (Breslau) Krzysztof Englander (Breslau) | Ryszard Król (Łódź) Wiesław Świątczak (Łódź)            | Aleksandr Koczur (Krakau) Jerzy Zieliński (Krakau) Lech Woźny (Poznań) Tadeusz Woźny (Poznań)                |
| Damendoppel  | nicht ausgetragen                                        | nicht ausgetragen                                       | nicht ausgetragen                                                                                            |
| Mixed        | Wiesław Świątczak (Łódź) Irena Józefowicz (Łódź)         | Leszek Nowakowski (Warschau) Irena Masłowska (Warschau) | Krzysztof Englander (Breslau) Bożena Basińska (Breslau) Aleksandr Koczur (Krakau) Łucja Porządnicka (Krakau) |